# Henry Percy, 4. jarl af Northumberland
Henry Percy, 4. jarl af Northumberland KG (ca. 1449 – 28. april 1489) var en engelsk stormand under Rosekrigene. Efter at være blevet frataget sin fars titel, da han blev dræbt i kampen mod Huset York, lykkedes det ham senere at genvinde den. Han ledte bagtroppen for Richard 3.'s hær i Slaget ved Bosworth, men undlod at lade sine tropper kæmpe. Han blev kortvarigt holdt fængslet af Henrik 7., men fik senere sin stilling tilbage. Et par år senere blev han myrdet af borgere i York under et oprør mod Henrik 7.'s skatteopkrævning.

## Baggrund
Percy var søn af Henry Percy, 3. jarl af Northumberland og hans hustru Eleanor Poynings, datter af Sir Richard Poynings (d. 10. juni 1429).
Hans far var fætter til (blandt andre) Edvard 4. af England, Anne, hertuginde af Exeter, Edmund, jarl af Rutland, Elizabeth, hertuginde af Suffolk, Margrete af York, Georg, hertug af Clarence og Richard 3. af England. Percy var selv grandfætter til (blandt andre) Elizabeth af York, Edvard 5. af England, Richard, hertug af York, Arthur Plantagenet, 1. viscount Lisle, Margaret Pole, grevinde af Salisbury, Edvard, jarl af Warwick og Edvard af Middleham. Både Perkin Warbeck og Lambert Simnel hævdede at være en af hans grandfætre.

## Tab og genoprettelse af titel
Hans far var loyal over for Huset Lancaster. Hans hustru, Maud Herbert, havde faktisk været forlovet med Henrik af Richmond, som kom til at bestige tronen i 1485 som Henrik 7. Hans far blev dræbt i Slaget ved Towton den 29. marts 1461. Jarldømmet af Northumberland blev overtaget af den sejrende York-fraktion. Den unge Percy blev fængslet i Fleet Prison, London. Han blev senere overført til Tower of London i 1464.
I 1465 blev John Neville udnævnt til jarl af Northumberland i hans sted. Percy svor til sidst Edvard 4. sin troskab og blev løsladt i 1469. Han androg om at hans fædrenes titler og godser blev givet tilbage til ham. Han fik støtte af Edvard 4. selv. John Neville måtte afgive sin titel og blev i stedet udnævnt til markis af Montagu i 1470. Imidlertid blev genoprettelsen af titlen til Percy forsinket af parlamentet i England indtil 1473. Han blev slået til ridder af Hosebåndsordenen i 1474.
I de efterfølgende tolv år holdt Percy mange af de vigtige regeringsstillinger i Norengland, såsom Warden of the east and middle marches, som det havde været tradition i hans familie.

## Bosworth-felttoget og eftervirkning
Han ledte den York-hærens reserve under Slaget ved Bosworth Field den 22. august 1485. Percy sendte aldrig sine styrker i kamp. Hans inaktivitet spillede en vigtig rolle i Richard 3.'s nederlag og død. Historikere mistænker ham for forræderi til fordel for sejrherren Henrik 7. af England, skønt der er en alternativ teori om, at hans styrker, placeret bag kong Richards, slet ikke var i stand til at deltage i slaget, før Richard blev dræbt.
Percy blev arresteret sammen med Ralph Neville, 3. jarl af Westmorland og Thomas Howard, 2. hertug af Norfolk. Han blev formelt holdt fængslet i flere måneder, men svor troskab til den nye konge. Henrik 7. løsladte ham på betingelse af god opførsel. Percy fik lov til at beholde sine titler og landbesiddelser såvel som lov til at vende tilbage til sine gamle stillinger og blev faktisk sendt på diplomatiske missioner for kronen, noget der ikke ville have fundet sted, hvis Henrik 7. ikke havde haft implicit tillid til ham.

## Ægteskab og afkom
På et tidspunkt mellem 1473 og 1476 giftede Percy sig med Maud Herbert (1448 - 27. juli 1485/1495), en datter af William Herbert, 1. jarl af Pembroke (1423–1469) og hans hustru Anne Devereaux. De fik otte børn:
- Henry Percy, 5. jarl af Northumberland (14. januar 1478 - 19. maj 1527), som blev gift med Catherine Spencer.
- Alianore Percy, hertuginde af Buckingham[4] (d. 1530), hustru til Edward Stafford, 3. hertug af Buckingham.
- Sir William Percy (d. 15. september 1540), der først giftede sig med Agnes Constable og for anden gang med Margaret Soothill, enke efter Sir John Normanville.
- Alan Percy (født 1479), Master of St John's College, Cambridge
- Josceline Percy (1480-1532), som blev gift med Margaret Frost.
- Arundel Percy (1483-1544).
- Anne Percy, grevinde af Arundel (2. juli 1485 - 1552), anden hustru til William FitzAlan, 11. jarl af Arundel.
- Elizabeth Percy.

## Død
I april 1489 gjorde Percy midlertidigt ophold på sine godser i Yorkshire. Henrik 7. havde for nylig allieret sig med Anne af Bretagne mod Karl 8. af Frankrig. Skatterne steg for at finansiere den militære handling. Sir John Egremont fra Yorkshire ledte et oprør i protest mod den høje beskatning. Percy blev angrebet af oprørerne, da han nærmede sig byen og dræbt den 28. april. Han blev begravet i Beverley Minster.

## Yderligere læsning
- Rose, Alexander Kings in the North - The House of Percy in British History. Phoenix/Orion Books Ltd, 2002, ISBN 1-84212-485-4 (722 sider paperback)